# Pandiaka deserti
Pandiaka deserti är en amarantväxtart som beskrevs av Nicholas Edward Brown. Pandiaka deserti ingår i släktet Pandiaka och familjen amarantväxter. Inga underarter finns listade i Catalogue of Life.